# Protolitonotidae
Famille
Les Protolitonotidae sont une famille de Ciliés de la classe des Gymnostomatea et de l’ordre des Pleurostomatida.

## Étymologie
Le nom de la famille vient du genre type Protolitonotus, dérivé du grec προτο / proto, « premier », et litonotus, par allusion à Litonotus, genre type de la famille des Litonotidae, en référence au fait que, selon Lei Wu (d) et al. le genre Protolitonotus, qu’il créèrent et décrivirent en 2016 « est sœur de tous les autres Pleurostomatides et représente donc une lignée indépendante et une famille distincte, les Protolitonotidae (nouvelle famille) ».

## Description
Cette famille a été créée par Wu et ses collaborateurs sur la base de critères à la fois génétiques et morphologiques. Cela leur a permis de faire une révision de l'ordre des Pleurostomatida, basée, sur le plan morphologique, sur la structure des cinéties et des sutures ciliaires.
Ils ont ainsi introduit quatre termes pour caractériser les Protolitonotidae par rapport à deux familles voisines :
- cinétie complète avec la présence de cils à droite de la cellule sur toute la longueur du corps, caractérisant la famille des Protolitonotidae ;
- semi-suture ciliaire formée par le raccourcissement antérieur de certaines cinéties somatiques donnant une suture incomplète ; trait également caractéristique de la famille des Protolitonotidae ;
- suture simple ciliaire formée par le raccourcissement de certaines cinéties somatiques, donnant une suture dans la partie antérieure du corps ; trait caractéristique de la famille des Amphileptidae ;
- double-suture ciliaire formée par le raccourcissement progressif de certaines cinéties somatiques, donnant deux sutures (l'une dans la partie antérieure du corps, l'autre dans la partie postérieure) ; trait caractéristique de la famille des Kentrophyllidae.

## Liste des genres et espèces
Selon GBIF (4 janvier 2023) :
- Paralitonotus Zhang, Zhao, Chi, Warren, Pan & Song, 2022
  - Paralitonotus foissneri Zhang, Zhao, Chi, Warren, Pan & Song, 2022

Selon le NCBI (4 janvier 2023) et l'EOL (4 janvier 2023) :
- Apolitonotus
  - Apolitonotus lynni
- Protolitonotus genre type
  - Protolitonotus clampi
  - Protolitonotus longus
  - Protolitonotus magnus

## Systématique
Le nom valide de ce taxon est Protolitonotidae Wu et al., 2017,.

## Publication originale
- (en) Lei Wu, Xiaoxiao Jiao, Zhuo Shen, Zhenzhen Yi, Jiqiu Li, Alan Warren et Xiaofeng Lin, « New taxa refresh the phylogeny and classification of pleurostomatid ciliates (Ciliophora, Litostomatea) », Zoologica Scripta, Wiley-Blackwell, vol. 46, no 2,‎ mars 2017, p. 245-253 (ISSN 0300-3256 et 1463-6409, DOI 10.1111/ZSC.12193, lire en ligne).